# Рікі Бернс
Рікі Бернс (англ. Ricky Burns; 13 квітня 1983, Котбридж, Північний Ланаркшир) — британський професійний боксер, чемпіон світу за версією WBO (2010-2011) у другій напівлегкій вазі і (2012-2014) у легкій вазі, а також за версією WBA (2016-2017) у перша напівсередній вазі.

## Професіональна кар'єра
Після досягнення 18-и років Рікі Бернс розпочав виступи на професійному рингу. 18 лютого 2006 року в бою за титули чемпіона Співдружності, Великої Британії BBBofC British і чемпіона Європи за версією EBU в другій напівлегкій вазі зазнав першої поразки від співвітчизника Алекса Артура.
9 лютого 2007 року у другій спробі завоювати титул чемпіона Великої Британії в другій напівлегкій вазі зазнав за очками поразки від британця Карла Йоганнесона. Здобувши після цього вісім перемог, 26 вересня 2008 року в бою проти Осуману Акаба завоював вакантний титул чемпіона Співдружності в другій напівлегкій вазі, який тричі успішно захистив.
4 вересня 2010 року у Глазго в бою проти пуерториканця Романа Мартінеса одностайним рішенням суддів Рікі Бернс завоював титул чемпіона світу за версією WBO в другій напівлегкій вазі, який тричі успішно захистив. 22 вересня 2011 року відмовився від титулу чемпіона у зв'язку з переходом до наступної вагової категорії.
5 листопада 2011 року завоював титул «тимчасового» чемпіона за версією WBO в легкій вазі, а у січні 2012 року був підвищений до повноцінного титулу. Бернс захистив титул в боях проти Кевіна Мітчелла, Хосе Гонсалеса і Раймундо Бельтрана, а 1 березня 2014 року зустрівся в бою з обов'язковим претендентом Теренсом Кроуфордом (США) і програв йому, втративши звання чемпіона.
В наступному бою Рікі Бернс намагався завоювати вакантний титул WBC Internationa в легкій вазі, але програв Деяну Златічаніну (Чорногорія).
28 травня 2016 року зустрівся в бою за вакантний титул чемпіона світу за версією WBA в першій напівсередній вазі з Мікеле ді Рокко (Італія) і, здобувши перемогу технічним нокаутом у восьмому раунді, став чемпіоном у третій ваговій категорії. 7 жовтня 2016 року захистив титул в бою проти Кирила Реліха (Білорусь).
15 квітня 2017 року відбувся об'єднавчий бій між чемпіоном WBA Рікі Бернсом і чемпіоном IBF і IBO Джуліусом Індонго (Намібія). Бернс був фаворитом бою, але, незважаючи на те, що бій проходив у рідному для нього Глазго, зазнав беззаперечної поразки від намібійця і втратив звання чемпіона.